# Дендропарк (Берегове)
Дендропа́рк — парк-пам'ятка садово-паркового мистецтва місцевого значення в Україні. Об'єкт розташований на території Берегівського району Закарпатської області, в місті Берегове, вул. Шевченка, 120. 
Площа — 1 га, статус отриманий у 1969 році. 
Охороняється дендропарк на території замку Шенборнів, закладений у XIX столітті одночасно з будівництвом замку. Колекція парку налічує біля 70 видів рідкісних дерев і чагарників, зокрема самшит, ялина канадська, катальпа, японська вишня, тюльпанове дерево американське, сосна Веймутова та ін. У парку є декоративне озеро.